# Haven (Kansas)
Haven è un comune degli Stati Uniti d'America, situato nello Stato del Kansas, nella Contea di Reno.